# Nerf digital palmaire commun du nerf ulnaire
Le nerf digital palmaire commun du nerf ulnaire est un nerf sensitif de la main.
Il nait du rameau superficiel du nerf ulnaire et se dirige vers le quatrième espace interdigital où il se termine par deux nerfs digitaux palmaires propres.